# Vol. 1º
Vol. 1º è il primo album in studio del cantautore italiano Fabrizio De André,  pubblicato in Italia nel 1967.

## Storia
L'album venne pubblicato in versione monofonica dalla Bluebell nel maggio 1967, con una copertina apribile color marrone sul fronte e una presentazione scritta da Giuseppe Tarozzi. Quest'edizione dell'album è l'unica che contiene le versioni precedentemente pubblicate su 45 giri dei brani La canzone di Barbara, Via del Campo e Bocca di Rosa. Quest'ultima presenta infatti un testo censurato.
Quattro mesi dopo, viene ristampato in versione stereo con una copertina fotografica che mostra un primo piano a colori di De André iscritto in un cerchio e una nuova introduzione scritta da Cesare G. Romana. Questa rimarrà la copertina ufficiale del disco e i medesimi parametri grafici verranno ripresi anche per i due long playing successivi di De André.
In questo disco tutte le musiche sono o di altri compositori o scritte insieme a Reverberi.
Le canzoni dell'album sono tutte inedite al momento dell'uscita del disco, salvo La canzone di Barbara, Via del Campo e Bocca di Rosa pubblicate su 45 giri poche settimane prima e l'ultima, Carlo Martello ritorna dalla battaglia di Poitiers, già incisa dal cantautore nel 1963 e qui presente in una nuova registrazione.

### Ristampe del disco
Venne nuovamente ristampato nel 1970 su marchio Produttori Associati (etichetta nata dalle ceneri della Bluebell), con numero di catalogo: PA/LP 39. Ci furono modifiche alla track list, con il brano Caro amore sostituito da La stagione del tuo amore, canzone registrata qualche mese prima per un 45 giri, con produzione e arrangiamenti di Gian Piero Reverberi. Caro amore, con testo di De André e melodia ripresa dal Concierto de Aranjuez di Joaquín Rodrigo, era stata esclusa per l'esplicita richiesta del compositore spagnolo, che non approvava il testo inserito da De André sulla sua musica. Questa versione del 33 giri ha la copertina uguale alla seconda versione Bluebell, con gli spigoli però appuntiti e non arrotondati: per alcune copie, però, la Produttori Associati utilizza alcune copertine dell'edizione Bluebell (evidentemente avanzate) coprendo con un adesivo bianco il brano inserito in origine con quello nuovo. Per questo album di De André, come per buona parte del suo catalogo, si avranno negli anni ulteriori ristampe, quasi tutte a cura della Dischi Ricordi (distributore della Produttori Associati), talvolta con ritocchi di scarso rilievo alla copertina.
Il 23 ottobre 2009 è uscita un'edizione a tiratura limitata in vinile colorato rosso (Sony RCA LP 886975997510), ma con un errore: in copertina, infatti, è "filologicamente" segnalata la presenza di Caro amore, ma nel disco inciso, di fatto, rimane La stagione del tuo amore.

## Tracce
Tutti i testi sono di Fabrizio De André, salvo dove diversamente indicato.
Lato A
1. Preghiera in gennaio – 3:28 (musica: Fabrizio De André/Gian Piero Reverberi[3])
2. Marcia nuziale – 3:10 (musica: Georges Brassens)
3. Spiritual – 2:34 (musica: Gian Piero Reverberi[3])
4. Si chiamava Gesù – 3:09 (musica: Fabrizio De André/Vittorio Centanaro[4])
5. La canzone di Barbara – 2:17 (musica: Fabrizio De André/Gian Piero Reverberi[3])

Durata totale: 14:38
Lato B
1. Via del Campo – 2:30 (musica: Enzo Jannacci[5])
2. Caro amore – 2:58 (musica: Joaquín Rodrigo) – Sostituita nelle ristampe dell'album, a partire dal 1970, da La stagione del tuo amore.
3. Bocca di Rosa – 3:05 (musica: Fabrizio De André/Gian Piero Reverberi)
4. La morte – 2:22 (musica: Georges Brassens)
5. Carlo Martello ritorna dalla battaglia di Poitiers – 5:21 (testo: Fabrizio De André/Paolo Villaggio – musica: Fabrizio De André)

Durata totale: 16:16

## I singoli
Quasi tutte le canzoni dell'album all'epoca furono stampate anche su singolo a 45 giri:
- Preghiera in gennaio/Si chiamava Gesù
- Via del Campo/Bocca di Rosa
- Caro amore/Spiritual
- La canzone di Barbara/Carlo Martello ritorna dalla battaglia di Poitiers

I primi due singoli riportavano sulla copertina il solo nome "Fabrizio", come faceva la Karim negli anni precedenti, mentre gli altri due singoli riportano per esteso nome e cognome.

## Brani

### Preghiera in gennaio
De André dichiarò di averla scritta al ritorno dal funerale di Luigi Tenco amico cantautore di De André morto probabilmente suicida (vi sono diversi dubbi al proposito) nel gennaio 1967. Tratta appunto il tema del suicidio ma anche della pietà poiché la Chiesa non solo condanna il suicidio ma ripudia, illecitamente, il suicida. 

### Marcia nuziale
Traduzione di un brano di Georges Brassens, La marche nuptiale, inciso dall'autore nel 1957.
A tal proposito, va ricordato che De André considerò sempre Brassens come un maestro e fonte di ispirazione, come testimoniano altre canzoni del cantante genovese ispirate all'artista francese e alla sua opera.

### Spiritual
Un vero e proprio spiritual, almeno nella forma musicale, in cui De André canta con voce "nera", tipica degli afroamericani, e registro da basso, sull'onda del gospel da poco giunto in Italia. L'autore parla direttamente a Dio, rivendicando una religione più umana e senza mediazioni politiche.
È una delle sue canzoni più apprezzata da pubblici differenti, ma l'autore era molto critico su questo suo pezzo, che considerava un riempitivo: "Non dice niente di nuovo, perché è proprio sottocultura e perché poi lo spiritual non è roba nostra. Bisognava finire un disco, che era scarso come minutaggio, e perciò ho scritto Spiritual".

### Si chiamava Gesù
La storia di Gesù raccontata da De André in maniera molto avanguardista e che alla fine considera lui come un essere umano e morì come tutti si muore, come tutti cambiando colore e che non lo considera proprio un eroe non si può dire che sia servito a molto, perché il male dalla terra non fu tolto.
Questo è un punto molto controverso, perché d'altronde scrive anche: "non si può dire non sia servito a niente perché prese la terra per mano" e nonostante il punto di vista agnostico mostra un gran rispetto ed ammirazione verso Gesù. Lo dice lui stesso pubblicamente in diverse occasioni.
Il coautore della musica di questa canzone era Vittorio Centanaro, ma nel disco fu accreditata solo a De André in quanto Centanaro non era iscritto alla Siae.

### La canzone di Barbara
Anche questa canzone fu pubblicata su 45 giri all'epoca con un differente mixaggio e alcuni pezzi di chitarra tagliati.
La canzone è dedicata a Barbara Rombi Serra, autrice della foto nella seconda edizione dell'album, ma pare che De André si sia ispirato a "una fidanzatina con cui si andava in torpedone e coperta ad amoreggiare sulla alture di Camogli".

### Via del Campo
È una delle canzoni più note e apprezzate di De André. Via del Campo era uno dei vicoli più malfamati nella Genova degli anni sessanta, perché rifugio di prostitute, persone LGBT e persone povere, ossia quegli "ultimi" ai quali il cantautore genovese ha sempre prestato particolare attenzione nei suoi brani. De André evoca la figura di una prostituta e dell'«illuso» che le rivolge una proposta di matrimonio che non verrà mai accettata:
In questa canzone, De André esprime la sua solidarietà per quei ceti sociali, vessati e derisi dai benpensanti, a cui è preclusa ogni possibilità di riabilitazione. Il pezzo è ispirato in parte alla figura del travestito genovese Mario Doré, in arte "Morena". Lo stesso De André indicò un'altra possibile musa: "Passavo spesso da via del Campo – ricordava – la strada dei travestiti. Una volta salii in camera con un certo Giuseppe, che si faceva chiamare Josephine e mi apparve una bellissima ragazza bionda".
La musica di Via del Campo è quella della canzone di Enzo Jannacci La mia morosa la va alla fonte, che faceva parte di uno spettacolo teatrale del 1965 e che lo stesso Jannacci incluse nel 1968 nell'album Vengo anch'io. No, tu no, ma che De André riteneva essere una ballata medievale riscoperta da Dario Fo.

### Caro amore
La canzone utilizza per la melodia parte del tema del movimento Adagio del Concierto de Aranjuez del 1939 di Joaquín Rodrigo.
Il testo trae ispirazione dalla canzone Aranjuez mon amour di Richard Anthony, a sua volta ispirata da un poema di Guy Bontempelli, che tratta di una rivolta contro Napoleone.  La canzone, a causa di problemi di copyright, sarà sostituita nelle successive edizioni da La stagione del tuo amore.

### La stagione del tuo amore
La canzone è un'affettuosa serenata ad una signora che si sta affacciando alla terza età. Con una melodia che trasmette una forte sensazione di nostalgia, De André cerca di acquietare le paure che si manifestano con i primi cambiamenti del corpo portati dall'invecchiamento. Il messaggio, ribadito dal ritornello, è che seppure il tempo non ci permetta di vivere per sempre le nostre gioie ed i nostri dolori, questi rimangono comunque con noi, impressi nei ricordi. Inoltre, nonostante il ricordo delle passate emozioni ci provochi nostalgia, la vita continua ad offrircene di nuove.
Nel novembre 1968 si sparse la voce che la canzone La stagione del tuo amore fosse in predicato di partecipare al Festival di Sanremo 1969, interpretata dallo stesso De Andrè in coppia con Joan Baez, ma fu ben presto lo stesso Faber a smentire tale notizia.

### Bocca di rosa
(da "Bocca di rosa", "Volume 1°", 1967)
"Bocca di Rosa" è una delle canzoni più famose di Fabrizio De André, nonché quella che, come ha dichiarato in un'intervista televisiva concessa a Vincenzo Mollica, il cantautore genovese considerava più cara e più vicina al suo modo di essere.
A testimonianza di quanto questa canzone sia entrata nell'immaginario collettivo, si può citare il fatto che l'espressione “bocca di rosa” è entrata nel linguaggio comune, essendo usata - se pur erroneamente - come eufemismo di prostituta; erroneamente in quanto, in realtà, come si afferma nel testo: «Bocca di rosa né l'uno né l'altro, lei lo faceva per passione», riferito all'amore.
La canzone racconta la vicenda di una forestiera (Bocca di rosa) che con il suo comportamento passionale e libertino sconvolge la quiete del “paesino di Sant'Ilario”. Viene presa di mira la mentalità perbenista e bigotta delle donne della provincia ligure, che non tollerandone la condotta riescono alla fine a contattare il commissario, che manda “quattro gendarmi, con i penacchi”, che conducono Bocca di rosa alla stazione di polizia e il commissario la fa espellere dal paesino. Il testo risulta infatti particolarmente duro e sprezzante nei confronti delle donne cornificate («l'ira funesta delle cagnette a cui aveva sottratto l'osso»), il cui atteggiamento è contrapposto in negativo a quello di Bocca di rosa («metteva l'amore sopra ogni cosa»). Alla forzata partenza di Bocca di rosa assistono commossi tutti gli uomini del borgo, i quali intendono «salutare chi per un poco portò l'amore nel paese». Alla stazione successiva la donna viene accolta in modo trionfale e addirittura voluta dal parroco accanto a sé nella processione.
Il personaggio di Bocca di Rosa viene riproposto con una caratterizzazione diversa in Un destino ridicolo, libro di narrativa scritto a quattro mani da De André e Gennari.
Ispirata per quel che riguarda il testo al brano "Brave Margot" (1952) dello stesso Brassens, fu pubblicata su 45 giri con la versione originale della prima stampa, con "Via del Campo" come retro.
Anche questo testo (come altri di Fabrizio) non sfuggì all'occhio attento della censura dell'epoca: Faber fu costretto a cambiare i versi originali "Spesso gli sbirri e i carabinieri / al proprio dovere vengono meno / ma non quando sono in alta uniforme / e l'accompagnarono al primo treno" con "Il cuore tenero non è una dote / di cui siano colmi i carabinieri / ma quella volta a prendere il treno / l'accompagnarono malvolentieri". In seguito, l'Autore decise che questa versione era migliore e l'adottò definitivamente: è infatti in questa versione che si ascolta nei dischi dal vivo, compreso quello celeberrimo con la PFM, e nel concerto di febbraio 1998 al Brancaccio di Roma, pubblicato prima in VHS e successivamente in DVD.
Della canzone sono state eseguite svariate cover da artisti come Peppe Barra, i Mercanti di Liquore, Roberto Vecchioni, Ornella Vanoni, Anna Oxa, L'Aura, Mario Incudine e gli Skiantos.

### La morte
La musica è di Georges Brassens per il brano Le verger de Roi Louis, ma il testo scritto da De André per il brano è completamente nuovo ed estraneo all'originale francese (si trattava di una lirica di Théodore de Banville).

### Carlo Martello ritorna dalla battaglia di Poitiers
In un linguaggio volutamente aulico, sottolineato da una musica solenne, Villaggio dà un tocco di colore e di "rustica vitalità" alla tradizione medievale e cristiana fatta di crociate, onore e "cavalleria", narrando le vicende di Carlo Martello, che, tornando dalle gloriose gesta belliche contro i Mori, cerca sollievo a mesi di astinenza approcciando una popolana inizialmente restìa a soddisfare i suoi appetiti sessuali:
... E che, dopo aver consumato, scappa in sella al suo destriero quando la fanciulla gli chiede dei soldi per le sue "prestazioni".
Il brano si rifà ad un antico genere popolare francese diffuso all'epoca dei trovatori, la "pastorella", che trattava appunto degli incontri tra cavalieri e popolane e delle proposte amorose che ricevevano queste ultime. Per rafforzare l'ambientazione bucolica e pastorale gli incontri avvenivano perlopiù vicino a ruscelli e specchi d'acqua; nel caso in questione si tratta di una "chiara fontanella".
(Paolo Villaggio)
Si nota comunque, anche nell'ambito scherzoso e divertito della vicenda, che già di per sé in questo caso è una forma di antimilitarismo, un'implicita accusa alla guerra:
Vi è, inoltre, una citazione dantesca: «Poscia più che 'l dolor, poté 'l digiuno» (Divina Commedia, Inferno, Canto XXXIII, in riferimento al conte Ugolino), che diventa «Ma più dell'onor, poté il digiuno».
Meno rilevanti, dato il carattere chiaramente di "leggenda", sono le "licenze poetiche": Carlo Martello non era re, ma solo "maestro di palazzo" dei re Merovingi; la Battaglia di Poitiers avvenne nel mese di ottobre, non «nella calda primavera».
La canzone fu riarrangiata per l'album: la reincisione si riconosce dallo spiccato accento dialettale bolognese con cui De André interpreta la pulzella; inoltre sono presenti degli assoli di tromba a partire da metà canzone che fanno da contrappunto del cantato di Fabrizio, assenti nell'edizione originale.

## Classifiche
Album
| Anno | Classifica              | Posizione raggiunta |
| ---- | ----------------------- | ------------------- |
| 1968 | Hit parade Italia Album | 1                   |